# Азамат (Чувашия)
Азама́т (чув. Асамат) — деревня в Аликовском муниципальном округе Чувашской Республики. Входила в состав Аликовского сельского поселения до его упразднения в 2022 году.

## Общие сведения о деревне
Улицы: Пролетарская, Лесная. В настоящее время деревня в основном газифицирована.

### География
Азамат расположен западнее административного центра Аликовского района на 1 км.

### Климат
Климат умеренно континентальный с продолжительной холодной зимой и тёплым летом. Средняя температура января −12,9 °C, июля 18,3 °C, абсолютный минимум достигал −44 °C, абсолютный максимум 37 °C. За год в среднем выпадает до 552 мм осадков.

### Демография
Население — 188 человек (2006 г.), из них большинство женщины (97).

## Название
Согласно наиболее лингвистически обоснованной этимологии, слово Асамат является личным именем, оно имеет иранское происхождение. Чувашское словосочетание «Асамат кĕперĕ» (дословно: мост Азамата) в русском языке имеет соответствие слову «радуга». Следует добавить, что слово «асам» в чувашском языке имеет следующие значения: «волшебство», «магия», «колдовство», «ворожба» (из чувашско-русского словаря под ред. М. И. Скворцова, 1982 Чувашские словари, изд. «Русский язык», Москва).

## История
С 1917 по 1927 годы входила в Аликовскую волость Ядринского уезда. 1 ноября 1927 года вошло в Аликовский район, а 20 декабря 1962 года включено в Вурнарский район. С 14 марта 1965 года — снова в Аликовском районе.

## Связь и средства массовой информации
- Связь: ОАО «Волгателеком», Би Лайн, МТС, Мегафон. Развит интернет ADSL технологии.
- Газеты и журналы: Аликовская районная газета «Пурнăç çулĕпе» — «По жизненному пути»[4] Языки публикаций: Чувашский, Русский.

- Телевидение:Население использует эфирное и спутниковое телевидение. Эфирное телевидение позволяет принимать национальный канал на чувашском и русском языках.